# Trastorn de l'espectre alcohòlic fetal
Els trastorns de l'espectre alcohòlic fetal (TEAF) són un grup de malalties que poden aparèixer en una persona la mare del qual va beure alcohol durant el seu embaràs. Els problemes poden incloure un aspecte anormal, alçada curta, pes corporal baix, mida petita del cap, mala coordinació, poca intel·ligència, problemes de comportament i problemes d'oïda o de vista. Els afectats tenen més probabilitats de tenir problemes a l'escola, problemes legals, participar en conductes d'alt risc i tenir problemes amb l'alcohol o altres drogues. La forma més severa de la malaltia és coneguda com a síndrome alcohòlica fetal (SAF). Altres tipus inclouen la síndrome alcohòlica fetal parcial (SAFp), el trastorn del desenvolupament neurològic relacionat amb l'alcohol i els defectes de naixement relacionats amb l'alcohol. Alguns accepten només el TEAF com a diagnòstic, considerant que les proves no són concloents respecte a altres tipus.
Els trastorns de l'espectre alcohòlic fetal són causats per consumir alcohol durant l'embaràs. Enquestes dels Estats Units han trobat que prop del 10% de les dones embarassades han begut alcohol en l'últim mes, i del 20% al 30% va beure en algun moment durant l'embaràs. Al voltant del 3,6% de les dones americanes embarassades són alcohòliques. El risc de problemes depèn de la quantitat consumida i de la freqüència de consum durant l'embaràs. Altres factors de risc inclouen una mare gran, el tabaquisme i una dieta pobra. No es coneix cap quantitat segura ni temps segur per beure durant l'embaràs. Si bé beure petites quantitats d'alcohol no provoca anormalitats a la cara, pot provocar problemes de comportament. L'alcohol travessa la barrera hematoencefàlica i afecta directament i indirectament un nadó en desenvolupament. El diagnòstic es basa en signes i símptomes en el nadó o en la persona.
Es poden evitar els trastorns de l'espectre alcohòlic fetal evitant l'alcohol. Per aquesta raó, les autoritats mèdiques no recomanen l'alcohol durant l'embaràs ni intentar quedar embarassada. Si bé el trastorn és permanent, el tractament pot millorar els resultats. Les intervencions poden incloure teràpia d'interacció pares-fill, esforços per modificar el comportament del nen i possiblement medicaments.
S'estima que els TEAF afecten entre l'1% i el 5% de les persones als Estats Units i a l'Europa occidental. Es creu que els TEAF es produeixen entre 0,2 i 9 per cada 1000 nascuts vius als Estats Units. A Sud-àfrica, algunes poblacions tenen taxes de fins al 9%. Els efectes negatius de l'alcohol durant l'embaràs s'han descrit des de l'antiguitat. El terme síndrome alcohòlica fetal es va utilitzar per primera vegada el 1973.